# Нововладимировка (Новониколаевский район)
Нововладимировка (укр. Нововолодимирівка) — село,
Веселогаевский сельский совет,
Новониколаевский район,
Запорожская область,
Украина.
Код КОАТУУ — 2323680803. Население по переписи 2001 года составляло 163 человека.

## Географическое положение
Село Нововладимировка находится на расстоянии в 1,5 км от села Весёлый Гай и в 2,5 км от села Богдановка.
По селу протекает пересыхающий ручей с запрудой.